# Monika Pyrek
Monika Pyrek (Gdynia, 1980. augusztus 11. –) lengyel rúdugrónő.
2001-ben, az Edmontonban rendezett világbajnokságon bronz-, majd a 2005-ös helsinki tornán ezüstérmes lett. A 2009-es berlini világbajnokság döntőjében az amerikai Chelsea Johnsonel holtversenyben lett ezüstérmes, miután mindkettejük legnagyobb ugrása négy méter hatvanöt centiméter lett.

## Egyéni legjobbjai
- 4,82 méter (szabadtéri)
- 4,76 méter (fedett)